# Landekode
Denne artikel viser en oversigt over standarder for landekoder. Standarderne er fastsat af forskellige, internationale standardiseringsorganisationer og bruges til forskellige formål. Den vigtigste standard er ISO 3166.

## Oversigt  over standarder
De her medtagne standarder:
- ISO 3166 – ISOs standard for lande, selvstyrers og subnationale områders koder i flere forskellige formater
- ISO 4217 – ISOs standard for valutaer for de enkelte lande
- Internetdomænenavne
- Kendingsbogstaver for biler
- Kendingsbogstaver for fly
- Kendingsbogstaver for skibe
- Internationale telefonkoder
- IOCs kodninger til brug ved de Olympiske lege
- FIFAs kodninger til brug ved fodboldarrangementer
- NATOs 2- og 3-bogstavskodninger, hvor 2-bogstavskodningen er selvstændig, mens 3-bogstavskodningen er magen til 3-bogstavskodningen i ISO 3166 med en enkelt undtagelse
- FIPS' kodninger brugt af den amerikanske regering samt i CIA World Factbook.
- ITUs kodninger brugt indenfor (mobil)telefoni
- EAN-UCCs kodninger brugt i stregkoder og andet

## Eksempler på landekoder
Tabel med eksempler på landekoder i forskellige standarder for Danmark og USA (forklaring af kolonner neden for):

## Ekstern henvisning
- Country Codes, en engelsksproget oversigt over landekoder (af Russ Rowlett, arkiveret version fra aug. 2018)